# Georg Kieninger
Georg Kieninger (nacido el 5 de junio de 1902 en Múnich, fallecido el 25 de enero de 1975 en Düsseldorf) fue un ajedrecista alemán.

## Trayectoria como ajedrecista
Kieninger aprendió a jugar al Ajedrez a los 15 años. Desde 1922 era un jugador de ajedrez profesional. En 1929, ganó el Campeonato de la ciudad de Frankfurt. Además trabajó como periodista. Entre 1931 y 1934 jugó tres enfrentamientos contra el campeón Ludwig Engels, que ayudaron a desarrollar notablemente su dominio del Ajedrez. En 1932 se adjudicó el "Aufstiegsturnier" en Bad Ems, el Torneo de la Federación Alemana de Ajedrez. Su período de mayor éxito fue en la segunda mitad de los años 30. La Segunda Guerra Mundial interrumpió su avance como ajedrecista, muy prometedor.
Kieninger ganó en 1937, 1940 y 1947 en Weidenau el Campeonato Nacional alemán. En torneos internacionales, también demostró ser competitivo, participando  hasta alcanzar los 50 años de edad, logrando estar en las primeras posiciones de los mismos.
En 1950 fue nombrado por la FIDE de Maestro Internacional. En 1957, representó a la República Federal de Alemania en el Campeonato de Europa por Equipos.
Después de la Segunda Guerra Mundial, cambió con frecuencia de Club de Ajedrez para asegurar su sustento. También trabajó para varias publicaciones alemanas en sus columnas para obtener ingresos.
Kieninger era conocido por su gran tenacidad en el juego, que corresponde con su estilo estrictamente posicional. Contra jugadores débiles, jugaba cada posición equilibrada tanto tiempo, hasta que perdía la paciencia y cometía un error. Ello le llevó a ser conocido como "Eisernen Schorsch".
Según Chessmetrics, alcanzó su mejor ELO histórico, 2636, en octubre de 1948. En 1938, logró ser el número 23 en el ranking mundial.
Las aperturas que más utilizó fueron la Apertura Ruy López y la Defensa Francesa (Variante MacCutcheon). La famosa Trampa Kieninger en la Defensa Budapest (1.d4 Cf6 2.c4 e5 3.dxe5 Cg4 5.Cf3 Cc6 4.Bf4 Ab4 + 6.Nbd2 De7 7.A3 Ngxe5! 8.axb4? Cd3 #) lleva su nombre.